# Georgian American Alloys
Georgian American Alloys (GAA) ist ein US-amerikanischer Hersteller von Ferrolegierungen. Das Unternehmen besitzt mehrere Mangan-Vorkommen in Tschiatura, Georgien. In Sestaponi werden daraus Ferrolegierungen hergestellt, außerdem gehört das Wasserkraftwerk Warziche zu dem Komplex.
Nach Ansicht der United States International Trade Commission wird GAA von der ukrainischen Privat-Gruppe kontrolliert.
Die Tochtergesellschaft Felman Trading ist in der Distribution tätig. Felman Production mit Sitz in New Haven (WV) produziert Ferromangan und CC Metals and Alloys aus Calvert City (Kentucky) Ferrosilizium.
Produkte:
- Ferromangan
- Ferrosilizium
- Siliziummangan